# Uresiphita suffusalis
Uresiphita suffusalis là một loài bướm đêm trong họ Crambidae.